# Helga Göring
Helga Göring (née le 14 janvier 1922 à Meißen, Allemagne, morte le 3 octobre 2010 à Berlin-Schöneberg), est une actrice allemande.

## Carrière
Helga Göring est la fille de Hugo Göring, un ophtamologue, et de son épouse Gertrud, originaire de Dresde, infirmière en chirurgie. Elle grandit avec sa sœur Doris, son aînée de quatre ans.

### Théâtre
Entre 1938 et 1940, elle suit des cours de comédie à l'académie de Dresde avec parmi ses professeurs Erich Ponto, dont elle sort dîplomée avec distinction. Elle obtient aussitôt son premier engagement au théâtre de Bielefeld puis à Francfort-sur-le-Main. En 1943, elle joue au Deutsches Schauspielhaus à Hambourg jusqu'à la fermeture générale des théâtres à la fin de l'été 1944.
Après la guerre, elle s'installe en zone soviétique et a un bref engagement au théâtre de Stendal. Un directeur lui suggère alors de changer de nom, car il est celui du ministre de l'air nazi pour Helga Bonnet. Elle joue à Dresde, à la Comédie en 1947 et au Albert-Theater en 1948. Dans la première moitié des années 1950, elle fait partie de l'ensemble du Staatsschauspiel Dresden et joue des comédies classiques.
Plus tard, elle fait des apparitions à Potsdam, Berlin, au Mecklenburgisches Staatstheater Schwerin et au Schauspiel Leipzig, car elle est prise avec sa carrière au cinéma. Dans les années 1990, elle vient à la comédie de boulevard, jouant au Theater am Kurfürstendamm et à la Comédie de Dresde.

### Cinéma-Télévision
Après avoir joué à côté de Hans Hardt-Hardtloff (de) dans le court-métrage Kann mir gar nicht passieren en 1950, Helga Göring se fait repérer par Martin Hellberg qui lui fait faire ses débuts au cinéma dans Das verurteilte Dorf. Par la suite, elle joue beaucoup de rôles tragiques.
De 1961 à 1991, elle fait partie de l'ensemble de la Deutscher Fernsehfunk. Elle acquiert une grande popularité avec le rôle-titre d'Anna Seghers dans Die große Reise der Agathe Schweigert (de) de Joachim Kunert (de) en 1972. L'écrivaine lui écrit des rôles pour elle. Par ailleurs, elle apparaît à plusieurs reprises dans les séries policières Der Staatsanwalt hat das Wort (de) et Polizeiruf 110. Elle travaille avec Herbert Köfer avec qui elle forme un couple à l'écran. Pour son œuvre, elle reçoit trois fois le Prix national de la République démocratique allemande.
Après la Réunification, on continue de la voir dans des séries policières.

### Vie privée
Helga Göring ne s'est jamais mariée. Sa fille Manja (de) deviendra actrice et épousera l'acteur Wolfgang Greese (de). Helga meurt à l'âge de 88 ans d'une insuffisance cardiaque aïgue à l'Auguste-Viktoria-Klinikum de Berlin.

## Filmographie
- 1950 : Kann mir gar nicht passieren (court-métrage)
- 1952 : Das verurteilte Dorf
- 1954 : Plus fort que la nuit (de)
- 1957 : Schlösser und Katen (de)
- 1957 : Deux Mères (Zwei Mütter) de Frank Beyer
- 1957 : Bärenburger Schnurre (de)
- 1957 : La Police des mineurs intervient (Berlin – Ecke Schönhauser...) de Gerhard Klein
- 1957 : Rats des villes (Sheriff Teddy) de Heiner Carow
- 1958 : Ein Mädchen von 16 ½
- 1958 : Nur eine Frau
- 1959 : Reportage 57
- 1961 : Der Fremde (de) de Johannes Arpe (de)
- 1962 : Minna von Barnhelm oder Das Soldatenglück (de) de Martin Hellberg
- 1962 : Das zweite Gleis (de) de Joachim Kunert (de)
- 1963 : Geheimarchiv an der Elbe de Kurt Jung-Alsen
- 1964 : Das Lied vom Trompeter (de) de Konrad Petzold
- 1964 : Mir nach, Canaillen! (de) de Ralf Kirsten (de)
- 1965 : Ohne Paß in fremden Betten (de) de Vladimír Brebera
- 1965 : Les Aventures de Werner Holt (Die Abenteuer des Werner Holt) de Joachim Kunert (de)
- 1965 : Entlassen auf Bewährung (de) de Richard Groschopp (de)
- 1965 : Denk bloß nicht, ich heule de Frank Vogel
- 1966 : La Trace des pierres (Spur der Steine) de Frank Beyer
- 1966 : Der Staatsanwalt hat das Wort : Bummel-Benno (série télévisée)
- 1967 : Meine Freundin Sybille (de)
- 1967 : Das Mädchen auf dem Brett de Kurt Maetzig
- 1968 : Blaulicht (de) : Leichenfund im Jagen 14 (série télévisée)
- 1969 : Chemins vers Lénine (Unterwegs zu Lenin) de Günter Reisch
- 1972 : Karl Liebknecht de Günter Reisch
- 1972 : Die große Reise der Agathe Schweigert (de) (TV)
- 1972 : Die Bilder des Zeugen Schattmann (de) (série télévisée)
- 1973 : Das unsichtbare Visier (de) (série télévisée)
- 1973 : Wolz - Leben und Verklärung eines deutschen Anarchisten
- 1974 : Polizeiruf 110 : Die verschwundenen Lords (série télévisée)
- 1976 : Nelken in Aspik de Günter Reisch
- 1976 : Die Regentrude (de) (TV)
- 1977 : Ein Zimmer mit Ausblick (série télévisée)
- 1978 : Polizeiruf 110 : Holzwege (série télévisée)
- 1978–1979 : Rentner haben niemals Zeit (de) (série télévisée, 20 épisodes)
- 1981 : Verflucht und geliebt (TV)
- 1982 : Geschichten übern Gartenzaun (de) (TV)
- 1982 : Polizeiruf 110 : Schranken (série télévisée)
- 1983 : Märkische Chronik
- 1983 : Polizeiruf 110 : Eine nette Person (série télévisée)
- 1984 : Drei reizende Schwestern (de) : Familienfest mit Folgen (série télévisée)
- 1985 : Weiße Wolke Carolin (de)
- 1985 : Drei reizende Schwestern : Ein Mann fürs Leben (série télévisée)
- 1986 : Treffpunkt Flughafen (de) (série télévisée)
- 1986 : Der Hut des Brigadiers (de)
- 1986 : Drei reizende Schwestern : Eine alte Fregatte (série télévisée)
- 1986 : Weihnachtsgeschichten (de) (TV)
- 1987 : Maxe Baumann aus Berlin (de) (TV)
- 1987 : Drei reizende Schwestern : Trick 17 (série télévisée)
- 1988 : Polizeiruf 110 : Ihr faßt mich nie! (série télévisée)
- 1988 : Bereitschaft Dr. Federau : Verklemmungen
- 1988 : Drei reizende Schwestern : Willkommen im Rampenlicht (série télévisée)
- 1990 : Polizeiruf 110 : Der Tod des Pelikan (série télévisée)
- 1990 : Spreewaldfamilie (TV)
- 1990 : Drei reizende Schwestern : Das blaue Krokodil (série télévisée)
- 1991 : Drei reizende Schwestern : Ein Hauch von Alpenglüh’n (série télévisée)
- 1997 : K
- 2000 : L'Insaisissable
- 2001 : Die Liebenden vom Alexanderplatz (de) (TV)
- 2001 : Gregor's Greatest Invention
- 2002 : Tatort : Schlaf, Kindlein, schlaf (TV)
- 2003 : Karamuk (de)
- 2004 : Polizeiruf 110 : Winterende (TV)
- 2004 : Tatort : Hundeleben (TV)
- 2005 : Kanzleramt (de) : Staatsbesuch (série télévisée)
- 2006 : Der Landarzt (de) : Eine letzte Reise (série télévisée)
- 2007 : Der fremde Gast
- 2007 : Großstadtrevier (de) : Der Engel von St. Pauli (série télévisée)
- 2007 : Einmal Dieb, immer Dieb (TV)